# Віґґо Брун
Віґґо Брун (норв. Viggo Brun; 13 жовтня 1885– 15 серпня 1978) — норвезький математик початку і середини XX ст., професор, теоретик в області теорії чисел.

## Біографія
Брун народився в Лієрі, Бускерюд, Норвегія. Він навчався в Університеті Осло і почав свої дослідження Геттінгенському університеті в 1910. В 1923 році, Брун став професором в Технічному Університеті в Тронгеймі, а в 1946 — професором в Університеті Осло. Він вийшов на пенсію в 1955 у віці 70 років і помер в 1978 (в 93 роки) в Дробаку, Акерсгус, Норвегія.

## Наукова діяльність
Роботи Віґґо стосувались в основному теорії чисел.
В 1915 році він запропонував новий метод просіювання цілих чисел, що базується на версії Лежандра решета Ератосфена, тепер відомий як Решето Бруна, цей метод стосується адитивних проблем в теорії чисел, таких як гіпотеза Гольдбаха і прості числа-близнюки. Він використав його, щоб довести, що існує нескінченно багато таких цілих чисел n що n і n+2 мають щонайбільше дев'ять простих множників, і що всі великі непарні числа є сумою двох чисел з щонайбільше дев'ятьма простими множниками.
Також він довів, що сума обернених до простих чисел-близнюків збігається до певної константи, що тепер носить його ім'я (стала Бруна, B2 ~ 1.92), в той час як сума обернених до всіх простих чисел — розбіжна.